# Aljoša Žorga
Aljoša Žorga, né le 25 février 1947 à Ljubljana, dans la République socialiste de Slovénie, est un ancien joueur yougoslave de basket-ball, évoluant au poste d'ailier. 

## Carrière

### Palmarès
- Finaliste des Jeux olympiques 1968
- Champion du monde 1970
- Finaliste du championnat d'Europe 1971